# Dehidrokólsav
A dehidrokólsav egy szintetikus epesav.
A dehidrokólsav hatására az epe  hígabban folyóvá válik, fokozza az elválasztott epe mennyiségét és víztartalmát, miközben számottevően nem emeli az epesavtartalmát. Fokozza az epeáramlást.
A dehidrokólsav megbízható hashajtó, mivel csökkenti a víz és elektrolitok felszívódását, megszünteti az obstipációt.

## Fordítás
- Ez a szócikk részben vagy egészben  a   Dehydrocholic acid című angol Wikipédia-szócikk ezen változatának fordításán alapul.  Az eredeti cikk szerkesztőit annak laptörténete sorolja fel. Ez a jelzés csupán a megfogalmazás eredetét és a szerzői jogokat jelzi, nem szolgál a cikkben szereplő információk forrásmegjelöléseként.